# Previsión económica
Se denomina previsión económica al proceso de hacer predicciones sobre la economía. Las previsiones pueden ser llevadas a cabo en un nivel macroeconómico —por ejemplo para PIB, inflación, paro o déficit fiscal— o en un nivel microeconómico para sectores concretos de la economía o incluso empresas en particular y permiten a los destinatarios de la previsión planificar su estrategia futura.
Su exactitud, veracidad y sensibilidad ante diversos tipos de errores es un tema central en la economía cuantitativa. Siendo un problema habitual en diversas situaciones, se han desarrollado una gran cantidad de métodos, de alcance general o específicos a ciertas situaciones.

## Visión general
Las previsiones son utilizadas para una gran variedad de propósitos. Los gobiernos y empresas utilizan previsiones económicas para ayudarles determinar sus estrategias, planes plurianuales y presupuestos para el año venidero. Los analistas del mercado de valores los usan para ayudarles a estimar la tasación de una compañía y sus acciones. Muchas instituciones realizan pronósticos económicos, incluyendo organizaciones internacionales como el Fondo Monetario Internacional, el Banco Mundial y la OCDE, la mayoría de gobiernos nacionales y bancos centrales así como entidades del sector privado incluyendo think-tanks, bancos, asesores y compañías privadas. Algunas previsiones son realizadas de forma anual, pero otras muchas tienen frecuencias más elevadas.
Los economistas seleccionan qué variables son importantes según el ámbito de estudio. Pueden utilizar análisis estadístico de series históricas entre otros métodos de análisis de datos para determinar las relaciones aparentes entre variables independientes y su relación con la variable dependiente bajo estudio. Por ejemplo, ¿cómo afectan los cambios en los precios de la vivienda a la riqueza neta de una población en el pasado? De determinarse, esta relación entonces puede tratar de extrapolarse al futuro. Es decir, si se espera que los precios de la vivienda evolucionen de una manera en particular, ¿qué efecto tendrán en la riqueza neta futura de la población?
Las previsiones generalmente se basan en datos muestrales en vez de en la población completa, lo que introduce incertidumbre. El economista lleva a cabo pruebas estadísticas y desarrolla modelos estadísticos (a menudo utilizando análisis de regresión) para determinar qué relaciones describen o pronostican el comportamiento de las variables bajo estudio. Se aplican suposiciones y datos históricos al modelo para llegar a una previsión para variables particulares.
El economista típicamente considera riesgos y sensibilidades del modelo (acontecimientos o situaciones que pueden hacer que los resultados diverjan de las estimaciones iniciales). Típicamente se usan herramientas de visualización de los datos como mesas y gráficos para comunicar su previsión.
Se usan diversos métodos para intentar aumentar la exactitud: técnicas basadas en la macroeconomía, microeconomía, datos de mercados de futuros, aprendizaje automático (con submétodos como redes neuronales artificiales) y estudios conductistas entre otros.

## Previsiones típicas

### Alcance global
La perspectiva económica mundial de la OCDE es el análisis bianual de las principales tendencias económicas importantes prospectivas para los próximos dos años. El FMI publica igualmente un informe homónimo dos veces al año, con cobertura global.

### Previsiones en Estados Unidos
La Oficina Presupuestaria del Congreso de los Estados Unidos (CBO, en inglés) publica anualmente un informe titulado Presupuesto y Punto de Vista Económico que cubre el siguiente periodo de diez años. La junta de gobernadores de la Reserva Federal también da discursos, proporciona testimonios e informes durante el año y cubre el punto de vista económico.
Los grandes bancos privados Wells Fargo y JP Morgan Chase también suelen proporcionar informes y previsiones económicas.

### Previsiones combinadas
Las previsiones de fuentes diversas pueden ser combinadas y publicadas en metaanálisis. Consensus Economics, entre otros, compila previsiones macroecónomicas de diferentes fuentes y las publica cada mes. La revista The Economist regularmente proporciona una muestra de diferentes fuentes para ciertos países y variables.

## Métodos de previsión
El proceso de previsión económica es similar a otros análisis de datos. Un economista aplica las técnicas de la econometría, siguiendo el siguiente esquema:
1. Determinación de alcance: se eligen variables económicas claves y los datos necesarios para calcularlas según el nivel de precisión y detalle que se necesita.
2. Revisión de la literatura existente: las fuentes con como el FMI, la OECD, la Reserva Federal de los EE. UU. y la CBO suelen identificar tendencias económicas y riesgos claves en sus publicaciones. Sus comentarios también pueden ayudar al economista para contextualizar sus propias suposiciones y darle valeres contra los que calibrar su modelo.
3. Obtención de datos: se necesita reunir series de datos históricos de las variables de entrada seleccionado. Estos suelen poder obteners de bases de datos públicas o privadas como FRED o Eurostat.
4. Determinación de relaciones históricas: los datos históricos suelen permitir determinar las relaciones entre una o más variables independientes y la variable dependiente bajo estudio, a menudo utilizando análisis de regresión.
5. Modelado: a partir de los datos históricos y las suposiciones de como evolucionarán los datos de entrada en el futuro se puede desarrollar un modelo econométrico. Los modelos típicamente calculan a partir de una serie de entradas para generar una previsión económica de una o más variables objetivo.
6. Informe: Los resultados del modelo se procesan posteriormente para su uso en informes, con lo que suelen generase gráficos y otros elementos que ayudan a su interpretación.[cita requerida]

Los economistas pueden utilizar modelos de equilibrio general computacionales o modelos de equilibrio general estocásticos dinámicos. Estos últimos suelen utilizarlos los bancos centrales.[cita requerida]
Los métodos de previsión incluyen modelos econométricos, análisis de base económica, modelos input-output y el modelo de Grinold y Kroner. Se pueden considerar casos especializados como la previsión de uso de suelo, el pronóstico por clase de referencia, la planificación de transporte, los estudios de demanda y las previsiones de consenso.
El Banco Mundial proporciona un medio para que individuos y organizaciones realicen sus simulaciones, llamado iSimulate platform.

## Controversias

### Sesgos
Hay muchos estudios sobre la exactitud de las previsiones económicas. La exactitud es uno de los principales criterios, y a veces el único, utilizado para juzgar la calidad de una previsión. 
Es típico que surjan dudas sobre sesgos humanos en los modelos. Así, a comienzos de 2014 la OECD llevó a cabo un análisis de sus proyecciones. "La OECD encontró que era demasiado optimista para los países más abiertos al comercio y finanzas extranjeros de lo que había sido paros los países con mercados más estrechamente regulados y sistemas bancarios débiles" según Financial Times.

### Previsiones y la Gran Recesión
La crisis financiera y económica que empezó en 2007—considerada la peor desde la Gran Depresión de la década de 1930—no fue prevista por la mayoría de los modelos aunque unos cuantos analistas solitarios sí la habían pronosticado (por ejemplo, Nouriel Roubini y Robert Shiller). El fracaso en prever la "Gran Recesión" ha causado movimientos de reforma en la profesión económica. La reina Isabel del Reino Unido preguntó en cierta ocasión por qué tenido nadie había previsto la contracción de crédito, generando una carta abirta de un grupo de economistas en respuesta.